# Біле Озеро (Яльчицький район)
Біле Озе́ро (рос. Белое Озеро, чув. Çуткӳл) — присілок у складі Яльчицького району Чувашії, Росія. Входить до складу Новошимкуського сільського поселення.
Населення — 198 осіб (2010; 265 у 2002).
Національний склад:
- чуваші — 98 %